# Шеріф Сулейман
Шеріф Сулейман (фр. Chérif Souleymane, 30 листопада 1943, Кіндіа) — гвінейський футболіст, що грав на позиції півзахисника. Відомий за виступами у складі збірної Гвінеї, у складі якої став срібним призером Кубка африканських націй 1976 року. Кращий футболіст Африки 1972 року. Після завершення виступів на футбольних полях — гвінейський футбольний тренер.

## Клубна кар'єра
Шеріф Сулейман народився у місті Кіндіа. У 17 років він поїхав навчатися до НДР. У 1961 році розпочав виступи в місцевому нижчоліговому клубі «Нойштреліц», а з 1962 року грав за команду другого дивізону НДР «Нойбранденбург», з якою разом у 1964 році вийшов до Оберліги. У 1965 році повернувся на батьківщину, де став гравцем клубу «Хафія» зі столиці країни Конакрі, в якому грав до 1979 року. У цей час він став одним із ключових гравців команди, яка за час виступів у ній Сулеймана була майже беззмінним чемпіоном своєї країни. Тричі у складі команди він також вигравав Кубок африканських чемпіонів. У 1972 році Сулеймана обрали кращим футболістом Африки. Після 1979 року закінчив виступи на футбольних полях.

## Виступи за збірні
Шеріф Сулейман розпочав виступи у складі збірної Гвінеї у 1968 році на Олімпійських іграх, що стало дебютом гвінейських спортсменів на Олімпійських іграх. На Олімпійських іграх він зіграв у всіх трьох матчах групового турніру, після якого гвінейська збірна припинила виступи. У 1970 році Шеріф Сулейман грав у складі збірної на Кубку африканських націй, на якому збірна Гвінеї не зуміла вийти з групи. У 1974 році знову грав у складі збірної на Кубку африканських націй, на якому гвінейська збірна знову не зуміла подолати груповий етап. У 1976 році Шеріф Сулейман зіграв у всіх 6 матчах збірної на Кубку африканських націй, на якому гвінейська збірна лише у фіналі поступилася збірній Марокко, та здобула срібні медалі. Усього в складі збірної Шеріф Сулейман зіграв 22 матчі. в яких відзначився 4 забитими м'ячами.

## Тренерська кар'єра
Після завершення виступів на футбольних полях Шеріф Сулейман розпочав тренерську кар'єру. У 1985 році він очолював юнацьку збірну Гвінеї на юнацькому чемпіонаті світу, на якому гвінейські юнаки зайняли 4 місце. У 1995 році він керував діями юнацької збірної Гвінеї на юнацькому чемпіонаті світу, проте на цьому турнірі гвінейські юнаки не зуміли подолати груповий етап. У 2007 році Сулейман очолював другу збірну Гвінеї на Кубку Амілкара Кабрала.

## Титули і досягнення
- Срібний призер Кубка африканських націй: 1976